# Pietro da Prezza
Pietro da Prezza (Petrus de Prece, Petrus de Precio; fl. XIII secolo) è stato un notaio italiano e dictator della cancelleria di Federico II e poi di Corradino di Svevia, è fra i maggiori rappresentanti dell’ars dictaminis del XIII secolo in Italia.

## Biografia
Qualche sporadica notizia biografica è ricavabile dalla collezione di lettere a lui attribuite: sappiamo con certezza che fu fatto prigioniero a Parma, nel 1248, probabilmente a seguito della sconfitta lì subita da Federico II per mano delle truppe comunali, e che dopo la battaglia di Tagliacozzo riuscì a mettersi in salvo, offrendo il suo magistero all’ars dictaminis probabilmente a Pavia o Piacenza, o forse addirittura a Praga.
Un gruppo di codici, soprattutto di area tedesca e boema, ci trasmette una nutrita raccolta di scritti di natura per lo più epistolare: documenti redatti per la cancelleria di Corradino; uno speculum principis, indirizzato al giovane sovrano; la celebre Protestatio Conradini; infine, l’Adhortatio, una feroce invettiva contro Carlo d’Angiò scritta all’indomani della decapitazione di Corradino, con la quale Pietro incitava il margravio Federico di Meissen a vendicare l’ingiusta morte del giovane re e a riprendere in mano le redini del Regno. Più di una perplessità suscita invece l’attribuzione a Pietro – come qualcuno ha suggerito – del manifesto di Manfredi ai Romani (1265).